# Szamoshesdát
Szamoshesdát (1910-ig Hesdát, románul: Hășdate) falu Romániában, Erdélyben, Kolozs megyében.

## Nevének eredete
Neve Kiss Lajos szerint a 'hasadék' jelentésű hasadát szóból keletkezett. Középkor végi írott alakjai: Hassad (1339), Hosdad (1449), Hasdad (1457), Hosdat (1462), majd Hesdatth (1587).

## Fekvése
Szamosújvártól két kilométerre délnyugatra, a Kis-Szamos jobb partján fekszik.

## Története
A középkor végén és az újkor elején magyar lakosságú falu lehetett, mert a 16. század második felében önálló református egyházközsége volt. Utóbbi 1643-ban már Vízszilvás filiája romos templommal és megfogyatkozott gyülekezettel. Református lakóit a 17–18. században ortodox románok váltották fel. 1786-ban három földesúrnak 23 jobbágy- és 16 zsellércsaláda élt benne.
1806-tól a helyi Pop, Morar és Man kisnemesi családok színes nyomatokat készítettek. (Más forrás szerint már 1776-ban művelték ezt a mesterséget a faluban.) A fa nyomódúcokról készített lenyomatot a szamosújvári örmény papírkereskedőnél vásárolt és házilag főzött festékekkel színezték ki. A kegyes témájú és ikonokat utánzó képeken kívül a református magyarok számára kakasos és kisasszonyos képeket is készítettek. Ezeket részben a szamosújvári papírkereskedő árusította, részben a falusiak maguk kereskedtek velük. A tevékenységnek a gyári, többszínű olajnyomatok megjelenése vetett véget.
Doboka, 1876 után Szolnok-Doboka vármegyéhez tartozott. 1945-ben több családja a bánáti Janován kapott házat és földet.

## Népesség

### A népességszám változása
Népessége 1850 óta 226 fő (1850) és 385 fő (1977) között ingadozott.

### Etnikai és vallási megoszlás
- 1880-ban 244 lakosából 221 volt román anyanyelvű; 231 görögkatolikus vallású.
- 2002-ben 329 lakosából 277 fő volt román, 43 |cigány és 9 magyar nemzetiségű; 275 ortodox, 30 pünkösdi, 16 görögkatolikus és hét református vallású.

## Látnivalók
- Egy helyben lakó és Szamosújváron dolgozó rajztanár által berendezett kiállítás hagyományos hesdáti fanyomatokból.[4]